# 博赛-维特雷
博赛-维特雷（法語：Beaussais-Vitré，法語發音：[bosɛ vitʁe]）是法国德塞夫勒省的一个市镇，属于尼奥尔区。该市镇于2013年由原市镇博赛和维特雷合并而成。

## 地理
博赛-维特雷（46°17'25"N, 0°9'10"W）面积25.62 平方千米，位于法国新阿基坦大区德塞夫勒省，该省份为法国西部内陆省份，北起曼恩-卢瓦尔省，西接旺代省，南至夏朗德省和滨海夏朗德省，东临维埃纳省。
与博赛-维特雷接壤的市镇（或旧市镇、城区）包括：贝勒河畔塞勒、塞夫雷、艾贡迪涅、梅勒、普拉耶-拉库阿尔德。
博赛-维特雷的时区为UTC+01:00、UTC+02:00（夏令时）。

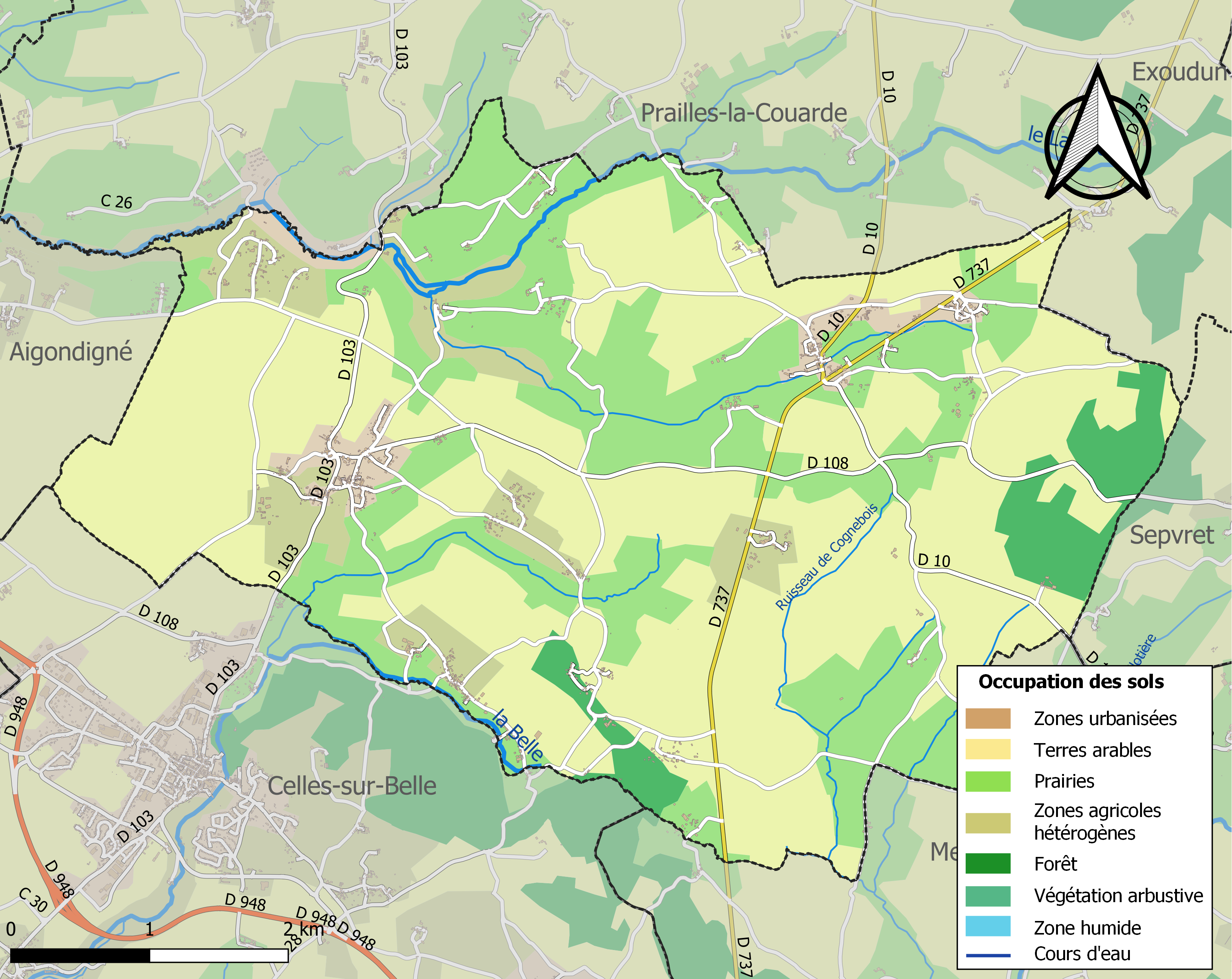
博赛-维特雷的OSM定位图

## 行政
博赛-维特雷的邮政编码为79370，INSEE市镇编码为79030。

## 政治
博赛-维特雷所属的省级选区为贝勒河畔塞勒县。

## 人口
博赛-维特雷于2022年1月1日时的人口数量为938人。